# برتا ۹۳آر
برتا ۹۳آر (انگلیسی: Beretta 93R) یک تپانچه مسلسل سلکتیو فایر ایتالیایی است که در دهه ۱۹۷۰ توسط برتا برای استفاده پلیس و ارتش طراحی و ساخته شده‌است. این تپانچه از برتا ۹۲ به صورت نیمه اتوماتیک برگرفته شده‌است. «R» مخفف Raffica است که به معنای «volley» ،«flurry» یا «burst» ایتالیایی است (که گاهی اوقات «R» به انگلیسی «Rapid» گفته می‌شود).